# 中華民國—蘇利南關係
中華民國與荷屬蓋亞那於1944—1950年有副领事級關係，其後與現今的蘇利南共和國無官方外交關係，目前也沒有在對方首都互設具大使館功能的代表機構。對蘇利南的相關事務由中華民國駐聖文森國大使館兼轄。

## 政治

### 外交

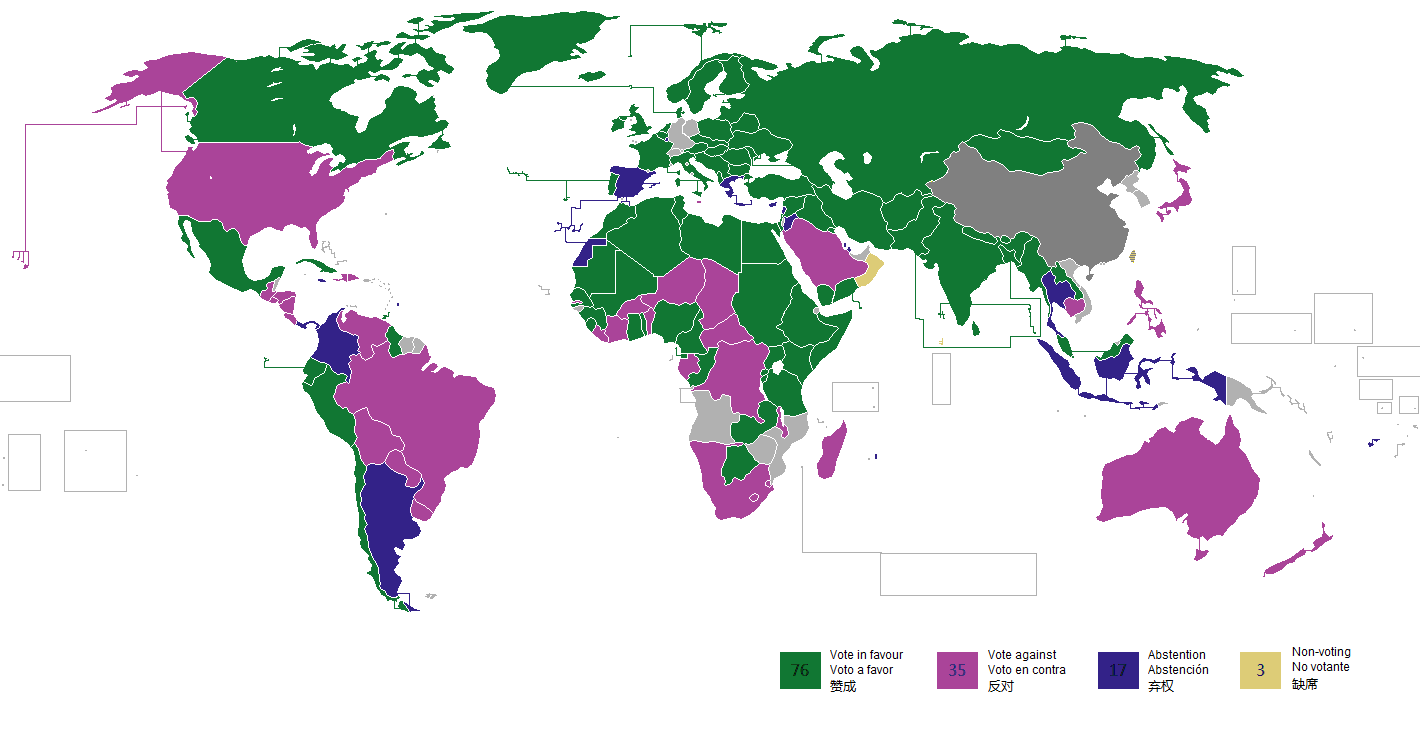
灰色國家表示非聯合國會員國，蘇利南當時是荷屬蘇利南，因此不能對中華民國續留聯合國一案參與投票，即《聯合國大會2758號決議》。

1944年，中華民國在荷屬蓋亞那首府帕拉马里博設立副领事馆。1950年，荷蘭承認中华人民共和国，中華民國撤銷駐館。 
1985年6月8日，蘇利南總理兼外交部長伍頓荷特夫婦，與天然資源及能源部長鍾凱信等官員抵台訪問5天，並會晤行政院長俞國華等政府官員。
1997年1月12日，中华民国行政院长连战赴尼加拉瓜参加总统阿莱曼就任典礼，期间与苏里南副总统劳达吉顺举行双边会谈。
2006年，外傳有中華民國外交部的人員入境蘇利南，並與該國政治人物進行秘密接触。2007年，中華民國透過「苏里南台湾友谊基金会」进行慈善活动，又提出以1.5亿美元的援助換取與苏里南建交。苏里南计划发展部长拉凡斯瓦伊5月3日公开表示，应严肃看待中華民國认真进行的方案，並認為既然島國圣卢西亚也同意接受中華民國的方案，那苏里南也应理性看待有關议题。

#### 中華民國駐巴拉馬利波副領事（1944－1950年）
| 姓名   | 任命          | 到任          | 免職          | 離任      | 職務   |
| ------ | ------------- | ------------- | ------------- | --------- | ------ |
| 蘇尚驥 | 1944年1月17日 | 1944年6月27日 | 1949年3月11日 |           | 副领事 |
| 宗良杞 | 1949年3月11日 |               |               | 1950年1月 | 副領事 |

## 經濟

### 貿易
| 年分 | 貿易總額   | 貿易總額 | 貿易總額 | 出口至蘇利南 | 出口至蘇利南 | 出口至蘇利南 | 自蘇利南進口 | 自蘇利南進口 | 自蘇利南進口 | 順逆差  |
| 年分 | 金額       | 年增減   | 排名     | 金額         | 年增減       | 排名         | 金額         | 年增減       | 排名         | 順逆差  |
| ---- | ---------- | -------- | -------- | ------------ | ------------ | ------------ | ------------ | ------------ | ------------ | ------- |
| 2017 | 10,309,418 | ▼13.2%   | 143      | 7,504,494    | ▲51.7%       | 131          | 2,804,924    | ▼59.5%       | 138          | 順差 -- |
| 2018 | 14,262,783 | ▲38.3%   | 137      | 7,575,279    | ▲0.9%        | 129          | 6,687,504    | ▲138.4%      | 117          | 順差▼   |
| 2019 | 13,879,653 | ▼2.7%    | 136      | 6,932,632    | ▼8.5%        | 133          | 6,947,021    | ▲3.9%        | 117          | 逆差 -- |
| 2020 | 13,523,683 | ▼2.6%    | 133      | 5,415,793    | ▼21.9%       | 137          | 8,107,890    | ▲16.7%       | 111          | 逆差▲   |
| 2021 | 15,339,085 | ▲13.4%   | 136      | 7,021,802    | ▲29.7%       | 138          | 8,317,283    | ▲2.6%        | 116          | 逆差▼   |
| 2022 | 23,087,000 | ▲50.5%   | 126      | 12,531,434   | ▲78.5%       | 118          | 10,555,566   | ▲26.9%       | 110          | 順差 -- |
| 2023 | 14,700,046 | ▼36.3%   | 133      | 8,295,768    | ▼33.8%       | 127          | 6,404,278    | ▼39.3%       | 116          | 順差▼   |
| 2024 | 9,750,351  | ▼33.7%   | 147      | 5,513,852    | ▼33.5%       | 139          | 4,236,499    | ▼33.8%       | 127          | 順差▼   |

2023年的兩國貿易項目如下：
出口至蘇利南的前10大項目為：冷凍魚；機動車輛所用之零件與附件；新橡膠氣胎；氧官能胺基化合物；其他塑料製品與特定材料制成品；以紗或以撚線、繩、索、纜製成之物品；塑膠製供輸送或包裝貨物之製品、瓶塞、蓋子；電話機（包括智能手机），以及其他傳輸或接收聲音、圖像之有線或无线网络通訊器具；鋼鐵製螺釘、螺栓、螺帽、螺旋鈎、車用螺釘、鉚釘、橫梢、開口梢、墊圈與類似製品；特殊物品，含出口未超過5萬新臺幣之小額報單與其他零星物品等。
自蘇利南進口的前10大項目為：鐵屬廢料、重熔用廢鋼鐵鑄錠；原木；铝廢料與碎屑；木材；冷凍魚；回收纸或紙板；其他活動物；電路開關、保護電路或連接電路用之電氣用具、光纖、光纖束、光纤电缆或光纖傳輸纜用之連接器；特殊物品，含進口未超過5萬新臺幣之小額報單與其他零星物品；生鮮、冷藏或冷凍之切片魚肉等。

## 簽證

持中華民國護照的中華民國國民簽證要求分布圖：入境蘇利南需要簽證。

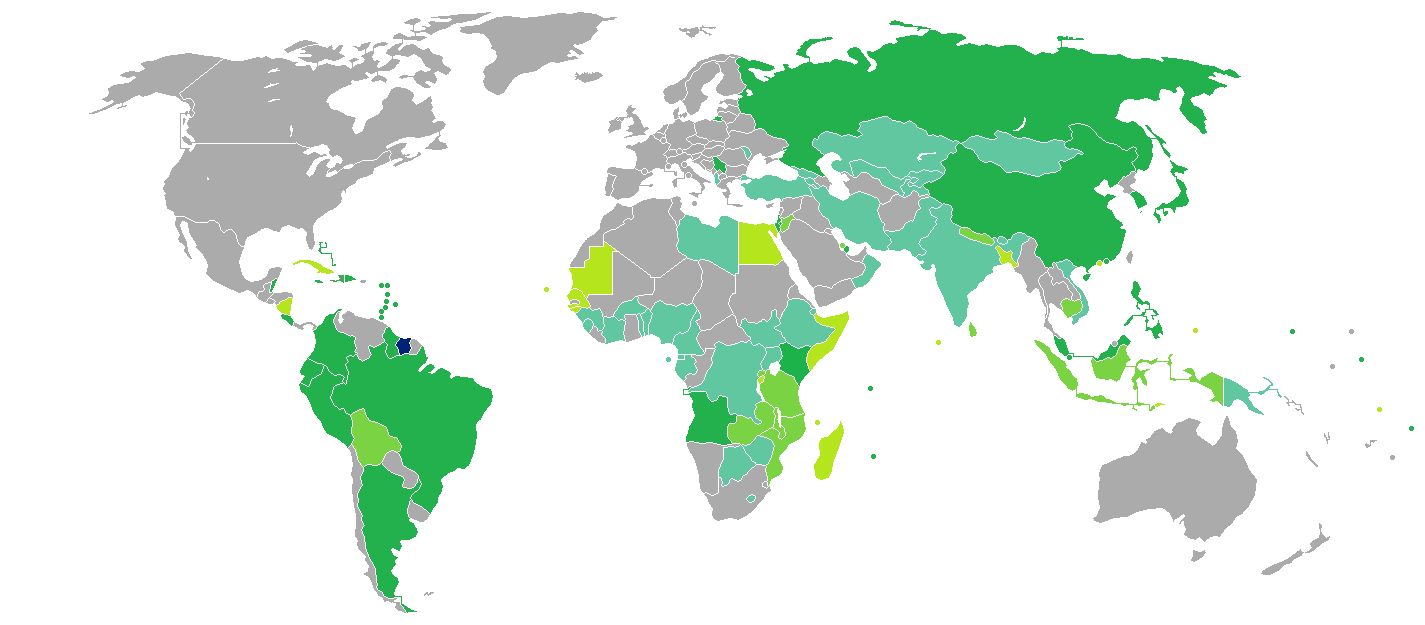
持蘇利南護照的蘇利南人口簽證要求分布圖：入境中華民國需要簽證。

兩國國民皆須申請簽證方可入境對方國家。持有中華民國護照與邀請函的中華民國國民可至蘇利南駐外使領館申請簽證。經蘇利南轉機，亦須申請過境簽證。
持有蘇利南護照的蘇利南國民抵台參加由中央政府機關主辦、協辦或贊助之國際會議、運動賽事、商展或其他活動，可以電子簽證入境中華民國，停留最多30天並不得延期。

## 交通

### 航空

#### 客運
兩國無直航班機，可經由（截至2023年7月4日）：
- 臺北→阿姆斯特丹，再轉機前往蘇利南的巴拉馬利波國際機場。

### 駕車
蘇利南不接受持有中華民國汽車駕駛執照或國際駕駛執照在該國駕車。

## 外部連結
- 中華民國外交部－蘇利南共和國簡介 （页面存档备份，存于）
- 中華民國駐聖文森國大使館
- 外交部領事事務局－國外旅遊警示分級表
- 中華民國衛生福利部－國際旅遊疫情建議等級
- 中華民國國際經濟合作協會 （页面存档备份，存于）